# Biblioteka Wydziału Filologii Polskiej i Klasycznej UAM
Biblioteka Wydziału Filologii Polskiej i Klasycznej UAM – neomodernistyczny gmach biblioteczny, należący do Wydziału Filologii Polskiej i Klasycznej UAM w Poznaniu, zlokalizowany na terenie Dzielnicy Cesarskiej.

## Architektura
Obiekt oddano do użytku w 2009. Zaprojektował go zespół autorski w składzie: Jacek Bułat, Bartosz Jarosz, Paweł Świerkowski, Joanna i Michał Kapturczak. Gmach pomieścić może docelowo 300.000 woluminów i ma powierzchnię 3000 m². Budowę rozpoczęto w 2007. Biblioteka została wkomponowana w tylną część Collegium Maius i połączona z tym budynkiem w jedną funkcjonalną całość, co według autora było dużym wyzwaniem projektowym. Było to uzasadnione lokalizacją Wydziału Filologii Polskiej i Klasycznej w tym właśnie miejscu.

## Nagroda
8 listopada 2010 gmach wyróżniono Nagrodą Jana Baptysty Quadro, przyznawaną od 1998. Jest ona wręczana za najlepszy spośród zgłoszonych, projekt architektoniczny zrealizowany na terenie Poznania w roku poprzedzającym przyznanie nagrody. Według Klemensa Mikuły obiekt był bardzo ciekawą propozycją architektoniczną.

## Nazwa
17 stycznia 2018 r., rok po śmierci profesora Józefa Tomasza Pokrzywniaka – inicjatora budowy biblioteki, odbyła się uroczystość nadania jego imienia Bibliotece. Podczas uroczystości odsłonięto również tablicę upamiętniającą profesora.